# Iglesia de Nuestra Señora de la Asunción (Villasayas)
La iglesia de Nuestra Señora de la Asunción  es un inmueble de la localidad española de Villasayas, en la provincia de Soria.

## Descripción
Su construcción original, en estilo románico, se remontaría al siglo XII, si bien ha sufrido varias remodelaciones posteriores.
Aparece brevemente mencionada en el decimosexto volumen del Diccionario geográfico-estadístico-histórico de España y sus posesiones de Ultramar de Pascual Madoz, en la entrada correspondiente a Villasayas, de la siguiente manera «una igl. parr. (La Asuncion de Ntra Sra.) servida por un cura y un sacristan».
El 7 de abril de 1993 fue declarada bien de interés cultural, con la categoría de monumento.